# Медијална уметност
Међу медијалну уметност, нове медије  или тзв. уметност нових медија су сврставане нпр. рачунарем манипулисане фотографије, просторне интерактивне инсталације, покретни светлосни објекти, касније разне технологије за представљање као што је виртуелни реалитет, тачније пасивне или активне 3D пројекције, који се надовезују на стереоскопске радове и тежње из почетка 20. века.